# Nuoto ai campionati mondiali di nuoto 2023 - 50 metri dorso maschili
La gara degli 50 metri dorso maschili dei campionati mondiali di nuoto 2023 si è svolta il 29 e 30 luglio 2023. Al mattino del 29 luglio si sono svolte le batterie e nella serata le semifinali, mentre la finale si è disputata nella serata del 30 luglio.

## Podio
| Pos.    | Atleta           | Nazione     |
| ------- | ---------------- | ----------- |
| Oro     | Hunter Armstrong | Stati Uniti |
| Argento | Justin Ress      | Stati Uniti |
| Bronzo  | Xu Jiayu         | Cina        |

## Record
Prima della manifestazione il record del mondo (RM) e il record dei campionati (RC) erano i seguenti.
|  | 23"71 | Hunter Armstrong | 28 aprile 2022 Greensboro |
|  | 24"04 | Liam Tancock     | 2 agosto 2009 Roma        |

Durante la competizione non sono stati migliorati record.

## Risultati

### Batterie
| Pos. | Batteria | Corsia | Atleta                                 | Nazionalità                   | Tempo       | Note |
| ---- | -------- | ------ | -------------------------------------- | ----------------------------- | ----------- | ---- |
| 1    | 6        | 4      | Justin Ress                            | Stati Uniti                   | 24"18       | Q    |
| 2    | 5        | 4      | Apostolos Christou                     | Grecia                        | 24"48       | Q    |
| 3    | 7        | 4      | Hunter Armstrong                       | Stati Uniti                   | 24"49       | Q    |
| 4    | 5        | 5      | Ksawery Masiuk                         | Polonia                       | 24"71       | Q    |
| 5    | 6        | 3      | Ole Braunschweig                       | Germania                      | 24"72       | Q    |
| 6    | 7        | 3      | Xu Jiayu                               | Cina                          | 24"73       | Q    |
| 6    | 7        | 5      | Isaac Cooper                           | Australia                     | 24"73       | Q    |
| 8    | 6        | 5      | Thomas Ceccon                          | Italia                        | 24"80       | Q    |
| 9    | 6        | 2      | Andrei-Mircea Anghel                   | Romania                       | 24"86       | Q    |
| 10   | 5        | 7      | Kacper Stokowski                       | Polonia                       | 24"91       | Q    |
| 11   | 5        | 3      | Andrew Jeffcoat                        | Nuova Zelanda                 | 24"95       | Q    |
| 11   | 6        | 7      | Conor Ferguson                         | Irlanda                       | 24"95       | Q    |
| 13   | 7        | 2      | Takeshi Kawamoto                       | Giappone                      | 25"05       | Q    |
| 14   | 4        | 5      | Yassin Hossam                          | Egitto                        | 25"07       | Q    |
| 15   | 5        | 1      | Michael Laitarovsky                    | Israele                       | 25"10       | Q    |
| 16   | 5        | 6      | Ryōsuke Irie                           | Giappone                      | 25"11       | Q    |
| 17   | 6        | 9      | Lamar Taylor                           | Bahamas                       | 25"12       |      |
| 18   | 6        | 0      | Adrian Santos                          | Spagna                        | 25"15       |      |
| 19   | 5        | 2      | Javier Acevedo                         | Canada                        | 25"18       |      |
| 19   | 7        | 8      | Won Young-jun                          | Corea del Sud                 | 25"18       |      |
| 21   | 7        | 6      | Guilherme Basseto                      | Brasile                       | 25"22       |      |
| 22   | 5        | 9      | João Costa                             | Portogallo                    | 25"28       |      |
| 23   | 7        | 1      | Wang Gukailai                          | Cina                          | 25"29       |      |
| 24   | 7        | 7      | Tomáš Franta                           | Rep. Ceca                     | 25"35       |      |
| 25   | 6        | 6      | Björn Seeliger                         | Svezia                        | 25"38       |      |
| 26   | 6        | 8      | Hugo González de Oliveira              | Spagna                        | 25"42       |      |
| 27   | 4        | 3      | Chuang Mu-lun                          | Taipei cinese                 | 25"50       |      |
| 28   | 7        | 9      | Srihari Nataraj                        | India                         | 25"51       |      |
| 29   | 4        | 8      | Markus Lie                             | Norvegia                      | 25"55       |      |
| 30   | 6        | 1      | Áron Székely                           | Ungheria                      | 25"59       |      |
| 31   | 7        | 0      | Roman Mityukov                         | Svizzera                      | 25"61       |      |
| 32   | 4        | 4      | Quah Zheng Wen                         | Singapore                     | 25"76       |      |
| 33   | 3        | 2      | Remi Fabiani                           | Lussemburgo                   | 25"87       |      |
| 33   | 5        | 0      | I Gede Siman Sudartawa                 | Indonesia                     | 25"87       |      |
| 35   | 4        | 7      | Ģirts Feldbergs                        | Lettonia                      | 25"93       |      |
| 36   | 4        | 2      | Charles Hockin                         | Paraguay                      | 25"96       |      |
| 37   | 4        | 1      | Clayton Jimmie                         | Sudafrica                     | 25"97       |      |
| 38   | 3        | 5      | Diego Camacho                          | Messico                       | 26"04       |      |
| 39   | 3        | 1      | Jack Kirby                             | Barbados                      | 26"17       |      |
| 40   | 3        | 6      | Tonnam Kanteemool                      | Thailandia                    | 26"39       |      |
| 41   | 4        | 6      | Jerard Jacinto                         | Federazione sospesa           | 26"41       |      |
| 42   | 4        | 0      | Filippos Iakovidis                     | Cipro                         | 26"42       |      |
| 43   | 3        | 8      | Maximillian Wilson                     | Isole Vergini Americane       | 26"62       |      |
| 44   | 4        | 9      | Noe Pantskhava                         | Georgia                       | 26"63       |      |
| 45   | 3        | 3      | Homer Abbasi                           | Iran                          | 26"70       |      |
| 45   | 3        | 7      | Lau Shiu Yue                           | Hong Kong                     | 26"70       |      |
| 47   | 1        | 4      | Isaiah Aleksenko                       | Isole Marianne Settentrionali | 26"94       |      |
| 47   | 3        | 0      | Enkhtur Erkhes                         | Mongolia                      | 26"94       |      |
| 49   | 2        | 3      | Hansel McCaig                          | Figi                          | 26"97       |      |
| 50   | 2        | 4      | Andrej Stojanovski                     | Macedonia del Nord            | 27"35       |      |
| 51   | 1        | 6      | Tameea Elhamayda                       | Qatar                         | 27"41       |      |
| 52   | 3        | 9      | Warren Lawrence                        | Dominica                      | 27"45       |      |
| 53   | 2        | 2      | Mohamad Zubaid                         | Kuwait                        | 27"64       |      |
| 54   | 2        | 5      | Bede Aitu                              | Isole Cook                    | 28"19       |      |
| 55   | 2        | 6      | Jeno Heyns                             | Suriname                      | 28"30       |      |
| 56   | 2        | 7      | Tajhari Williams                       | Turks e Caicos                | 29"44       |      |
| 57   | 1        | 7      | Omer Huraish                           | Iraq                          | 29"88       |      |
| 58   | 1        | 2      | Kapeli Siua                            | Tonga                         | 29"96       |      |
| 59   | 2        | 1      | Swaleh Talib                           | Federazione sospesa           | 30"03       |      |
| 60   | 2        | 9      | Troy Pino                              | Capo Verde                    | 30"85       |      |
| 61   | 2        | 8      | Alexander Fleming-Lake                 | Anguilla                      | 30"89       |      |
| 62   | 2        | 0      | Mohamed Shiham                         | Maldive                       | 31"44       |      |
| 63   | 1        | 5      | Giorgio Armani Nguichie Kamseu Kamogne | Camerun                       | 33"75       |      |
| 64   | 1        | 3      | Hamzah Mayas                           | Yemen                         | 39"35       |      |
| DNS  | 1        | 1      | Ibrahim Kamara                         | Sierra Leone                  | Non partito |      |
| DNS  | 3        | 4      | Dylan Carter                           | Trinidad e Tobago             | Non partito |      |
| DNS  | 5        | 8      | Bradley Woodward                       | Australia                     | Non partito |      |

### Semifinali
| Pos. | Batteria | Corsia | Atleta               | Nazionalità  | Tempo | Note |
| ---- | -------- | ------ | -------------------- | ------------ | ----- | ---- |
| 1    | 2        | 4      | Justin Ress          | Stati Uniti  | 24"35 | Q    |
| 2    | 1        | 3      | Xu Jiayu             | Cina         | 24"41 | Q    |
| 2    | 2        | 5      | Hunter Armstrong     | Stati Uniti  | 24"41 | Q    |
| 4    | 1        | 5      | Ksawery Masiuk       | Polonia      | 24"47 | Q    |
| 5    | 1        | 4      | Apostolos Christou   | Grecia       | 24"57 | Q    |
| 5    | 1        | 6      | Thomas Ceccon        | Italia       | 24"57 | Q    |
| 7    | 2        | 3      | Ole Braunschweig     | Germania     | 24"73 | Q    |
| 8    | 2        | 7      | Andrew Jeffcoat      | Template:NLZ | 24"81 | Q    |
| 9    | 2        | 6      | Isaac Cooper         | Australia    | 24"86 |      |
| 10   | 2        | 2      | Andrei-Mircea Anghel | Romania      | 24"95 |      |
| 11   | 1        | 2      | Kacper Stokowski     | Polonia      | 24"99 |      |
| 11   | 2        | 8      | Michael Laitarovsky  | Israele      | 24"99 |      |
| 13   | 1        | 7      | Conor Ferguson       | Irlanda      | 25"09 |      |
| 14   | 2        | 1      | Takeshi Kawamoto     | Giappone     | 25"14 |      |
| 15   | 1        | 8      | Ryōsuke Irie         | Giappone     | 25"21 |      |
| 16   | 1        | 1      | Yassin Hossam        | Egitto       | 25"22 |      |

### Finale
| Pos. | Corsia | Atleta             | Nazionalità | Tempo | Note |
| ---- | ------ | ------------------ | ----------- | ----- | ---- |
|      | 3      | Hunter Armstrong   | Stati Uniti | 24"05 |      |
|      | 4      | Justin Ress        | Stati Uniti | 24"24 |      |
|      | 5      | Xu Jiayu           | Cina        | 24"50 |      |
| 4    | 6      | Ksawery Masiuk     | Polonia     | 24"57 |      |
| 5    | 7      | Thomas Ceccon      | Italia      | 24"58 |      |
| 6    | 2      | Apostolos Christou | Grecia      | 24"60 |      |
| 7    | 8      | Andrew Jeffcoat    | Paesi Bassi | 24"66 |      |
| 8    | 1      | Ole Braunschweig   | Germania    | 24"93 |      |